# Donnalucata
Donnalucata è una frazione di 3 172 abitanti del comune italiano di Scicli, nel libero consorzio comunale di Ragusa, in Sicilia.
Nel 1091, il conte Ruggero d'Altavilla sconfisse i saraceni, secondo una leggenda religiosa, grazie all'intervento della Madonna detta poi delle Milizie, e in tale luogo fu costruito un santuario. Attorno a quest'ultimo e ad una torre costiera si è sviluppato nei secoli il borgo.
La costa è caratterizzata da ampie spiagge di fine sabbia dorata, che in estate diventano meta di folle di vacanzieri. Le attività principali sono la pesca ed il turismo, oltre all'agricoltura in serra, con la produzione di primizie orticole e fiori.

## Origini del nome
L'origine del nome Donnalucata deriva dalla sua antica sorgente. Il viaggiatore e noto cartografo arabo Muhammad al-Idrisi inviò infatti al Sultano Saladino una relazione in cui diceva di aver trovato una fonte che sgorgava cinque volte al giorno, ad ore ben precise e corrispondenti alle ore delle preghiere musulmane. Disse di aver trovato ʿayn al-awqāt, ovvero la fonte delle ore, che latinizzato divenne Donnalucata. Il nome della fonte passò poi ad indicare il luogo. Si è ritenuto in passato di poter individuare detta fonte (che non più protetta dall'azione del mare avrebbe perso le sue caratteristiche) nelle Ugghie (sorgenti d'acqua dolce) sul lido di Micenci. Per quanto poi riguarda il presunto “miracolo”, è plausibile che la fonte in questione sgorgasse tutto il giorno, ma che fosse visibile solo durante la bassa marea, al tramonto, e nei momenti coincidenti all'ora della preghiera.

## Storia

### Età antica
Il territorio dove oggi sorge Donnalucata ha visto la presenza umana, fin da tempi antichissimi. Vi sono infatti notizie, non confermate, della presenza di una fonte sacra a Cerere in età greca, sulla marina, in un punto già noto ai fenici che vi tenevano un mercato di schiavi. La presenza di un forte culto nei confronti della dea Cerere non è fenomeno isolato negli iblei se si pensa che anche la vicina Kamarina teneva feste in suo onore e l'aveva raffigurata anche sulle proprie monete. Anche a Donnalucata si tenevano grandiose feste cereali, che avevano lo scopo di ringraziare la dea per il raccolto; si tenevano nel mese di agosto e a tutt'oggi vi è una festa che sembra esserne erede, ma che è dedicata alla Madonna Assunta, alla quale peraltro era stata dedicata la chiesa appena eretta.

### Medioevo ed età moderna
Verso la fine dell'undicesimo secolo, Donnalucata, così come tutto il resto del territorio sciclitano, era contesa tra Normanni e Saraceni. Nel 1091 ci fu, secondo la tradizione, parzialmente confermata dai Codici Sciclitani, un epico scontro in cui i Normanni (cristiani), sebbene di molto inferiori nel numero, guidati dal conte Ruggero d'Altavilla, ebbero la meglio sulle truppe dell'Emiro Bell Khan. A questo proposito la tradizione sacra tramanda la vicenda di un intervento della Madonna su un cavallo bianco (la Madonna dei Milici o delle Milizie). Il nome Milici, è tuttavia opportuno precisare, va messo in relazione non al termine Milizie, ma ad un tempio dedicato a Dioniso Bacco «Milicio» presente in epoca greca in loco. Nel luogo della battaglia fu costruito un santuario, dedicato alla Vergine Guerriera, e contenente tra l'altro l'impronta impressa sulla pietra del suo stesso piede. Il Santuario, distrutto dal terremoto del 1693, fu ricostruito nel 1721. 
Il terremoto del 1693 fu disastroso per tutti gli iblei; durante tale periodo la zona era stata ceduta dal nobile Fabiano Arizzi a Giuseppe Miccichè, che a sua volta l'aveva ceduta alla famiglia Mirabella; quest'ultima aveva venduto la zona ai gesuiti. In tale periodo, il nome di Donnalucata, derivato dalla fonte, era stato assunto non solo dalla zona, ma anche da una torre (probabile riferimento alla “torre saracena”), di proprietà del barone Miccichè, che aveva funzione di protezione della borgata. La stessa sorgeva su una torre precedente che risaliva al XIV secolo ed era stata costruita, assieme a molte altre nella zona, su disposizione del Viceré. Il ‘600 fu anche il secolo che vide la presenza a Donnalucata del grande pensatore e scrittore fra' Mariano Perello. In seguito alla cacciata dei gesuiti, il borgo passò ai Penna, che vi avviarono la costruzione della villa a monte della città e dell'attuale palazzo Mormino Penna.

### Età contemporanea

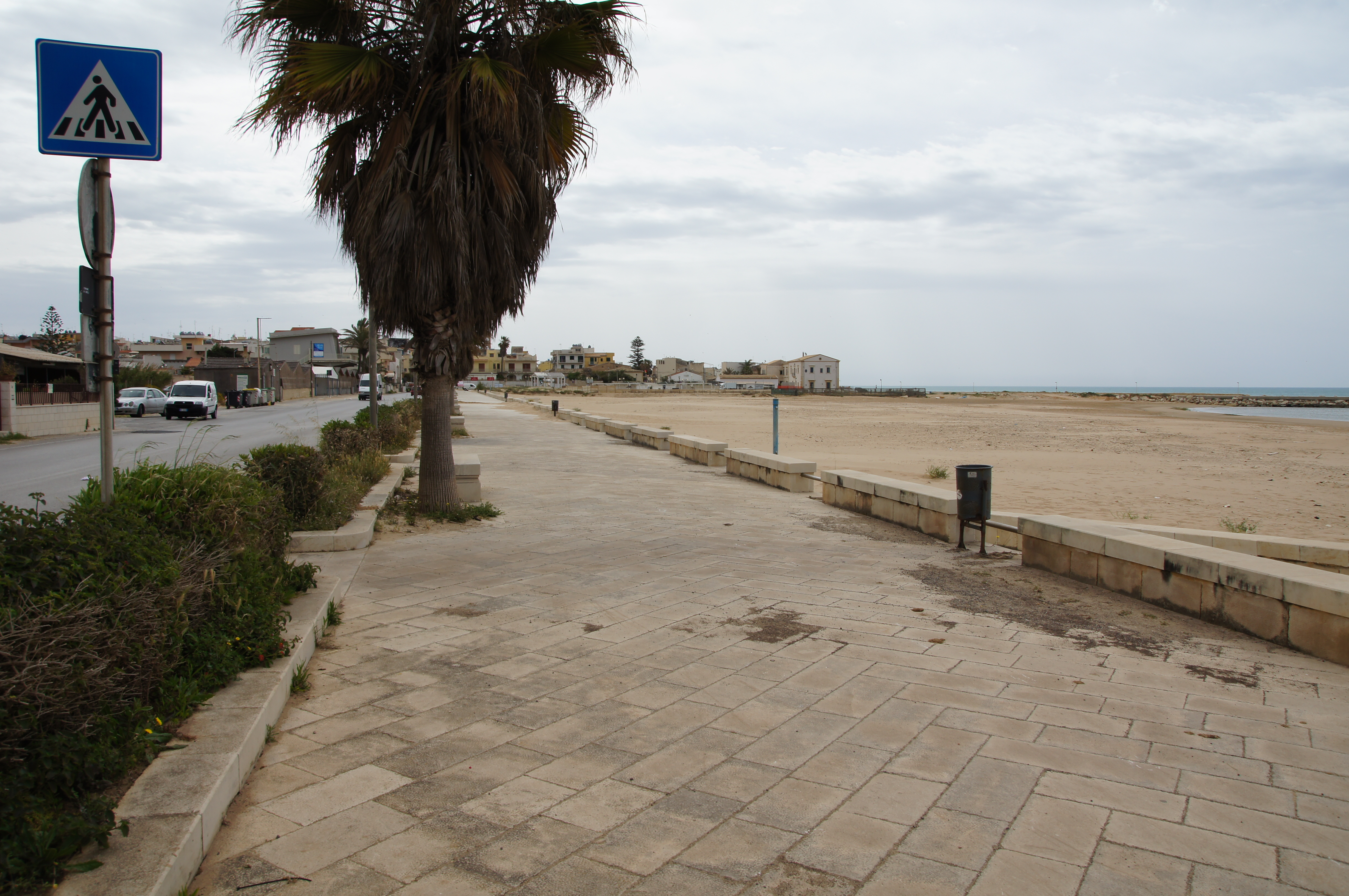
Panorama sul lungomare di viale della Repubblica

Donnalucata affina la sua vocazione marinara durante il Risorgimento, quando è il porto privilegiato per i contatti con gli esuli politici che si trovano a Malta. Grazie anche a questo si ottiene nel 1840 la costruzione della strada Scicli-Donnalucata. A questi anni risale il primo documento pervenuto e attestante notizie su Donnalucata. Si tratta della planimetria del 1848 di proprietà della famiglia Pinzero Leotta; da essa appare come all'epoca nel paese vi fossero 2 categorie di abitazioni: le ricche e grandi ville patrizie di proprietà delle famiglie nobiliari sciclitane e le piccole e basse casette dei marinai del posto, tutte addossate le une alle altre. L'assetto urbanistico di allora era notevolmente diverso da quello odierno, tuttavia già nell'Ottocento il centro della borgata appariva essere il crocevia tra la via Casmene e la via Busacca (oggi via Luigi Pirandello). 

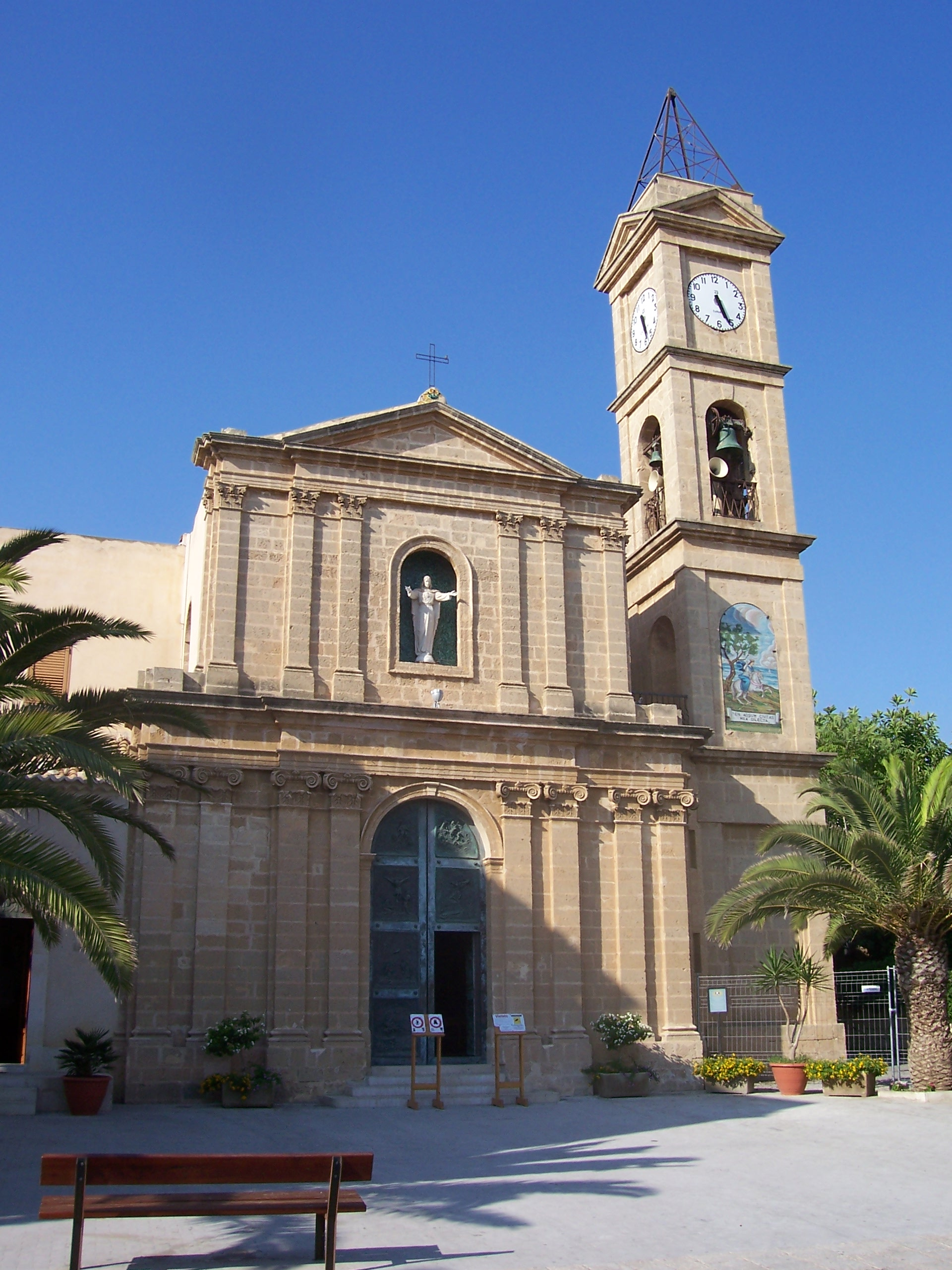
Chiesa di Santa Caterina da Siena

Nel 1878 vengono iniziati i lavori di costruzione della chiesa di Santa Caterina da Siena (terminati nel 1883), gran merito per ciò va senz'altro a Monsignor Giovanni Blandini, Vescovo di Noto dal 1875 al 1913. Questi conosceva la allora piccola borgata di marinai perché vi si recava d'estate ospite della famiglia Penna. Il primo comitato cittadino per la costruzione di una chiesa si costituì il 22 giugno 1873, presieduto dal preposto don Pietro Paolo Spadaro. Ma vi sono due persone che in tempi diversi svolgeranno un ruolo determinante: si tratta del farmacista Guglielmo Pinzero e del canonico Guglielmo Conti; il primo, che fu anche consigliere comunale a Scicli e che servì la chiesa come confrate, fu attivissimo durante la sua costruzione proprio per il suo fervore cattolico; il secondo ebbe, se possibile, un ruolo ancora più importante, in quanto oltre a sovrintendere alla costruzione della chiesa, che fu invero abbastanza laboriosa, si occupò anche di tener informata la Curia netina dei progressi. La costruzione fu ultimata il 12 luglio 1885 e fu il Conti che ne diede notizia a Monsignor Blandini. La chiesa neoeretta venne dedicata alla Madonna Assunta e fu considerata dipendente dalla chiesa madre di Scicli. In quello stesso periodo il centro cittadino contava circa 600 abitanti, ma la borgata aveva anche iniziato ad essere punto di riferimento per chi viveva nelle campagne circostanti infatti venne anche istituita una scuola per i bambini del luogo. 
Una ditta tedesca costruì, nei primi del Novecento, all'entrata del paese il cosiddetto "garage" (noto per lo stile liberty) che serviva come rimessa per i carichi di pece, estratta nelle cave tra Scicli e Modica, in attesa di essere imbarcati per la Germania. Tanto le cave quanto la rimessa furono poi confiscate dal governo italiano come preda di guerra successivamente alla conclusione della prima guerra mondiale. Nel 1927 si costituisce il Consorzio di irrigazione dell'Agro di Donnalucata per un miglior sfruttamento delle ingenti risorse idriche, e ad esso seguì la costituzione di un Consorzio di Bonifica per le molte zone paludose nella valle dell fiume Irminio. Si inizia a praticare diffusamente la serricoltura, che consente la coltivazione intensiva delle primizie e dei fiori. Nel secondo dopoguerra, il boom economico genera un aumento della popolazione e quindi investimenti nel campo dell'edilizia. 
A partire dal 1999, Donnalucata ha fatto da sfondo a numerose puntate della serie televisiva della Rai Il commissario Montalbano. Questo ha contribuito in maniera rilevante all'aumento della popolarità della località e del suo afflusso turistico.

## Feste e sagre
- San Giuseppe (patrono)
- Varchiata (processione a mare del simulacro) della Madonna Assunta (patrona)
- Sagra della seppia